# Zeewolde

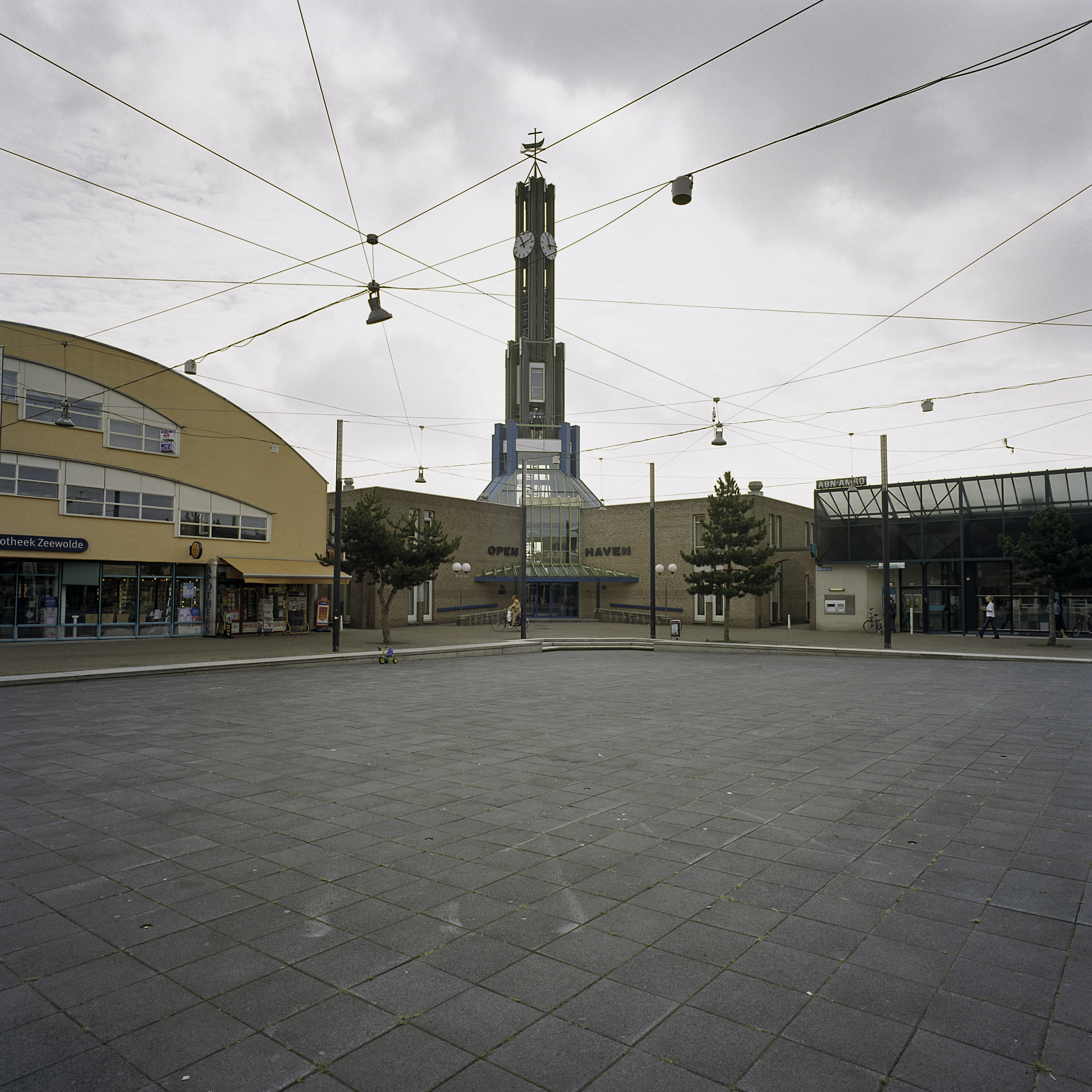
Kyrkocenter i Zeewolde.

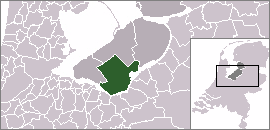
Zeewoldes läge.

Zeewolde är en kommun i provinsen Flevoland i Nederländerna. Kommunens totala area är 268,97 km² (där 20,21 km² är vatten) och invånarantalet är på 19 082 invånare (2005).
Kommunen är mest känd för fordonstillverkaren Spyker Cars.